# 수세식 변소
수세식 변소(水洗式便所, flush toilet) 또는 수세식 화장실(水洗式 化粧室)은 물을 이용하여 다른 곳으로 인간의 배설물을 흘려내버리는 변기가 있는 변소다. 변소에 급수 장치를 하여 오물이 물에 씻겨 내려가도록 처리되었다. 1589년 존 해링톤경에 의해 발명되었다.
수세식 변기는 물의 힘을 사용하여 배수관을 통해 다른 배설물(주로 소변과 대변)을 흘려보내는 변기이다. 근처 또는 공동 시설에 처리 장소를 마련하여 사람과 폐기물을 분리시킨다. 수세식 변기는 앉거나 쪼그려 앉을 수 있도록 설계될 수 있으며, 쪼그리고 앉는 변기의 경우에는 가능하다. 대부분의 현대 하수 처리 시스템은 특별히 고안된 화장지를 처리하도록 설계되었다. 수세식 변기의 반대는 물을 내리는 데 물을 사용하지 않는 건식 변기이다.
수세식 화장실은 일종의 배관 설비이며 일반적으로 트랩이라고 불리는 "S", "U", "J" 또는 "P" 모양의 굴곡을 포함한다. 트랩은 물이 변기에 모여 쓰레기를 담는 역할을 한다. 이는 유해한 하수 가스를 차단한다. 대부분의 수세식 화장실은 폐수를 하수 처리장으로 보내는 하수 시스템에 연결되어 있다. 대안으로 정화조나 퇴비화 시스템을 사용할 수도 있다.
관련 장치로는 남성의 소변을 처리하는 소변기, 화장실 사용 후 항문, 회음부, 성기를 물로 씻어내는 비데가 있다.

## 급수 장치의 종류
- 하이탱크
- 로우탱크
- 플러시밸브

## 변기의 종류
- 화변기
- 양변기